# Platycypha inyangae
Platycypha inyangae – gatunek ważki z rodziny Chlorocyphidae. Występuje endemicznie w Zimbabwe.